# Тетратиофосфат натрия
Тетратиофосфат натрия — неорганическое соединение,
соль натрия и тетратиофосфорной кислоты
с формулой Na3PS4,
растворяется в воде,
образует кристаллогидраты — бесцветные кристаллы.

## Получение
- Растворение сульфида фосфора в расплаве нонагидрата сульфида натрия:

{\displaystyle {\mathsf {P_{4}S_{10}+6Na_{2}S\cdot 9H_{2}O\ {\xrightarrow {50^{o}C}}\ 4Na_{3}PS_{4}\cdot 8H_{2}O+22H_{2}O}}}

## Физические свойства
Тетратиофосфат натрия образует бесцветные кристаллы.
Растворяется в воде с сильным гидролизом,
не растворяется в этаноле
Образует кристаллогидрат состава Na3PS4•8H2O — бесцветные кристаллы
моноклинной сингонии,
пространственная группа P 21/c,
параметры ячейки a = 0,8644 нм, b = 1,2853 нм, c = 1,3586 нм, β = 103,41°, Z = 4
.

## Химические свойства
- В водных растворах быстро гидролизуется:

{\displaystyle {\mathsf {Na_{3}PS_{4}+3H_{2}O\ {\xrightarrow {}}\ Na_{3}PO_{3}S+3H_{2}S}}}